# Фазенда (Лажеш-даш-Флореш)
Фазенда (порт. Fazenda) — район (фрегезия) в Португалии, входит в округ Азорские острова. Расположен на острове Флореш. Является составной частью муниципалитета Лажеш-даш-Флореш. Население составляет 278 человек на 2001 год. Занимает площадь 9,43 км².
Покровителем района считается Иисус Христос (порт. Senhor Santo Cristo).